# ローマ軍のアフリカ撤退 (紀元前255年)
ローマ軍のアフリカ撤退（ローマぐんのアフリカてったい）は、共和制ローマが第一次ポエニ戦争中に起こしたアフリカ遠征に失敗し、孤立した自軍の生存者を救出するために紀元前255年に実施した一連の撤退作戦を指す。
ローマ軍は紀元前256年にカルタゴの本拠地である現在のチュニジア北東部に侵攻し、緒戦で成功を収めると首都のカルタゴに近いチュニスを占領した。しかし、翌年の春にクサンティッポスに率いられたカルタゴ軍がチュニスの戦いでローマ軍に決定的な勝利を収め、敵軍の指揮官であるマルクス・アティリウス・レグルスを捕らえた。生き残った2,000人のローマ兵は侵攻時の上陸地点であるアスピスに逃れ、その後、輸送船を含む650隻以上に及ぶローマ艦隊が生存者の救出と退避のためにアフリカへ派遣された。これに対しカルタゴは200隻の軍艦からなる艦隊を送り出し、アスピスの北に位置するヘルマエウム岬沖でローマ艦隊を迎え撃ったが、戦闘はローマ艦隊の勝利に終わった。
ローマ艦隊はアスピスに到着すると都市を包囲していた敵軍を追い払い、食糧を得るために周辺地域を略奪した。その後、全てのローマ兵を乗せてアフリカを離れたものの、シチリアの南東沖で突然夏の嵐に見舞われ、ローマ艦隊は壊滅的な打撃を受けた。この嵐によって464隻の軍艦のうち384隻が沈没し、300隻に及ぶ輸送船も同様に失われた。このアフリカにおける戦役でローマとカルタゴは双方とも決定的な優位を築くことができず、戦争はさらに14年にわたり続いたが、最終的にローマが紀元前241年に起こったアエガテス諸島沖の海戦で決定的な勝利を収め、戦争の勝者となった。

## 一次史料

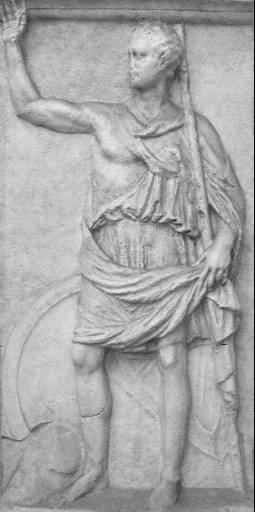
現代のペロポネソス半島に残されているポリュビオスの石碑

第一次ポエニ戦争のほぼすべての点における主要な情報源は紀元前167年に人質としてローマに送られたギリシア人の歴史家のポリュビオス（紀元前200年頃 - 紀元前118年頃）による著作である。ポリュビオスの著作の中にはすでに失われている戦術書などもあるが、今日において知られている著作は、紀元前146年以降か戦争終結からおよそ1世紀後のある時期に書かれた『歴史』である。ポリュビオスの著作は概ね客観的であり、カルタゴとローマのそれぞれの視点からほぼ中立であると考えられている。
カルタゴの文書記録はその首都であるカルタゴとともに紀元前146年に失われたため、ポリュビオスの第一次ポエニ戦争に関する記述は今日では失われているいくつかのギリシア語とラテン語の情報源に基づいている。ポリュビオスは分析的な視点を持つ歴史家であり、可能な限り著作内で触れている出来事の関与者に自ら聞き取りを行った。40巻からなる『歴史』のうち、第一次ポエニ戦争について扱っているのは最初の1巻だけである。ポリュビオスの記述の正確性については19世紀末以降多くの議論がなされてきたが、現代におけるほぼ一致した見解は、大抵において記述を額面通りに受け入れることが可能というものであり、現代の情報源におけるこの戦争に関する詳細は、ほぼすべてポリュビオスの記述に対する解釈に基づいている。現代の歴史家であるアンドリュー・カリーは、「ポリュビオスは極めて信頼性が高いことが分かる」と評価しており、一方でクレイグ・B・チャンピオンは、ポリュビオスについて「驚くほど広い見識を持ち、精力的で洞察力のある歴史家」と評している。
後世に著されたこの戦争に関する歴史書は他にも存在するが、それらは断片的、あるいは要約的なものであり、通常は海上での軍事行動よりも陸上での軍事行動の方をより詳細に扱っている。また、現代の歴史家は大抵においてディオドロスやカッシウス・ディオなどによる後世の歴史書も参照しているが、古典学者のエイドリアン・ゴールズワーシーは、「ポリュビオスの記述は他のどの記述とも見解が異なっている場合、通常は優先されるべきものである」と述べている。その他の情報源としては、碑文、考古学的証拠、そしてオリュンピアス（三段櫂船の復元船）のような復元による経験的証拠などがある。2010年以降、第一次ポエニ戦争の最後の戦いであるアエガテス諸島沖の海戦の現場から多くの遺物が回収されており、これらの遺物の分析とさらなる遺物の回収も進められている。

## 背景

### カルタゴとローマの対立

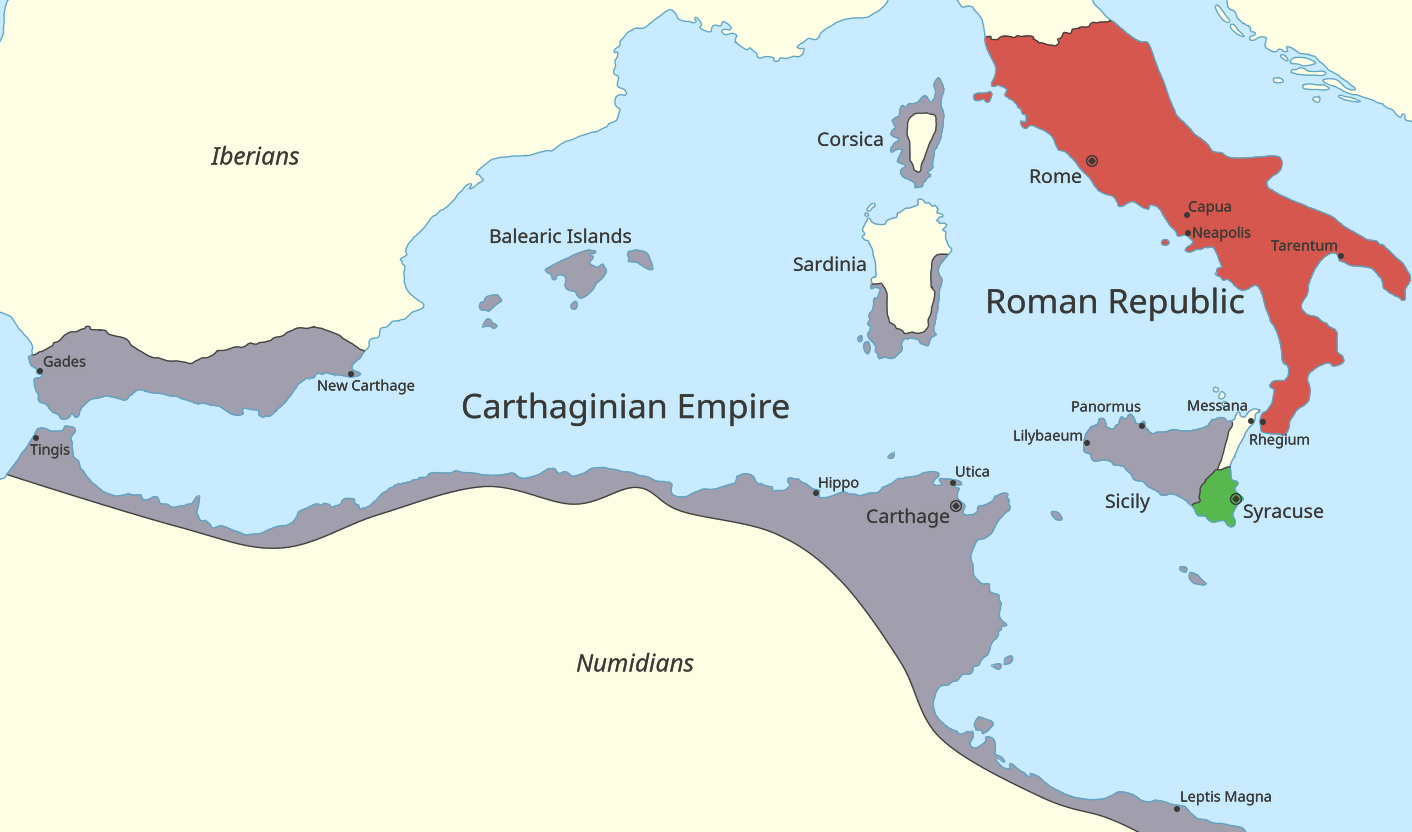
第一次ポエニ戦争の開戦直前の紀元前264年時点における地中海西部の勢力図：ローマは赤、カルタゴは灰色、シュラクサイは緑で示されている

紀元前264年にカルタゴとローマの関係は戦争段階に発展し、第一次ポエニ戦争が始まった。当時のカルタゴは地中海西部で確固とした地位を築いていた海洋国家であり、一方のローマはアルノ川以南のイタリア本土を統一したばかりであった。古典学者のリチャード・マイルズは、カルタゴのシチリアに対する所有者であるかのような振る舞いとイタリア南部が支配下に入った後のローマの拡張主義的な態度が交錯し、双方の勢力は意図的というよりも偶発的に戦争に陥ったと指摘している。また、戦争の直接的な原因は当時シチリアで自立していた都市国家であるメッセネ（現在のメッシーナ）の支配権をめぐる争いだった。

### 軍艦
当時のローマとカルタゴが主力としていた軍艦は五段櫂船（Quinquereme）であった。この五段櫂船はガレー船の一種であり、全長は約45メートル、喫水面における幅は約5メートル、排水量は約100トン、そして甲板は海面から約3メートルの高さにあった。ガレー船に関する現代の専門家であるジョン・コーツは、7ノット（時速13キロメートル）の速度を長時間維持できたと推測している。現代に製作されたガレー船のレプリカであるオリュンピアスは8.5ノット（時速15.7キロメートル）の速度を達成し、4ノット（時速7.4キロメートル）の速度で何時間にもわたり巡航した。また、平均速度5から6ノット（時速9.7から11.3キロメートル）で最長1週間航海したという当時の記録も残されている。

ギリシアの三段櫂船の3つの異なる櫂と漕ぎ手の位置を示した図

軍艦はカタフラクト、すなわち「保護された」形状の船として建造され、閉鎖的な構造と海兵（船に配属されている兵士）やカタパルトを十分に乗せることができる甲板を備えていた。また、船体の主要部には漕ぎ手を収容する「櫂の箱」が別に据え付けられていた。これらの特徴は船体を強化し、積載能力を向上させ、漕ぎ手の環境を改善させる役割を果たしていた。五段櫂船における櫂と漕ぎ手の配置については、3本の櫂を上下に並べ、上の2本に2人ずつ、一番下の1本に1人の合計5人1組の形で配置されていたというのが一般的に受け入れられている説である。これをガレー船の両舷で28列並べていたため、櫂の数は合計で168本あった。
第一次ポエニ戦争以前のローマはほとんど海軍を用いた経験がなく、それまで海軍が必要となった数少ない機会には大抵においてラテン人かギリシア人の同盟市から提供される小規模な海軍の戦隊に頼っていた。ローマは紀元前261年末に艦隊の建造に着手し、捕獲に成功したカルタゴの五段櫂船を自らの船の設計図として利用した。ローマ人は船大工としては未熟だったため、カルタゴの船よりも重い模造船を建造したが、これらの船はカルタゴの船よりも速度が遅く、操縦性でも劣っていた。ローマとカルタゴはポエニ戦争期を通じて五段櫂船を軍艦の主力として用いていたが、時には六段櫂船（片舷6人1組）、四段櫂船（片舷4人1組）、あるいは三段櫂船（片舷3人1組）を用いていた例も史料の中に見られる。また、五段櫂船はポリュビオスが「軍艦」全般を指す略語として用いるほど非常にありふれたタイプの軍艦でもあった。一隻の五段櫂船には20人の甲板乗組員と士官、そして280人の漕ぎ手の合計300人が乗船していた。これに加えて通常では定員40人の海兵も乗船していたが、戦闘が差し迫っていると考えられる状況下では120人まで増員される場合があった。
漕ぎ手たちを一つの集団として機能させることは言うまでもなく、戦闘でより複雑な機動作戦を実行するためには長く多大な労力を要する訓練が必要だった。また、船を効果的に操るには漕ぎ手のうち少なくとも半数が何らかの経験を積んでいる必要があった。その結果、当初ローマ軍は経験豊富なカルタゴ軍に対し不利な状況に立たされていた。
すべての軍艦は幅60センチメートルの青銅製の刃を3枚組み合わせた最大で重さ270キログラムになる衝角を喫水線に装備していた。現代の考古学者が回収した衝角は全てガレー船の船首に固定できるようにロストワックス製法で一つずつ作られ、青銅製の大釘で固定されていた。戦闘では敵船の側面か後方から攻撃を加えることが理想であり、それゆえに逆の立場では激突される可能性を回避することが理想であった。また、敵の木製のガレー船の船体を破壊して沈没させるのに十分な強さであり、かつ自らのガレー船が破壊した敵船にのめり込んでしまわない程度に衝撃を与えるには技量が要求された。それぞれの船はその防御を船団内の他の船の存在に大きく依存しており、戦術的には個々の船の行動よりもむしろ船団全体の誘導の方が重要であった。しかし、実際の戦闘では空中におけるドッグファイトにも例えられてきた一連の船同士での戦闘に発展する場合もあった。

## ローマ軍のアフリカ侵攻

紀元前256年
1: ローマ軍の上陸とアスピスの占領
2: アディスの戦いでのローマ軍の勝利
3: ローマ軍のチュニス占領
紀元前255年
4: クサンティッポスの率いる大規模な軍隊がカルタゴから出発
5: チュニスの戦いでのローマ軍の敗北
6: ローマ軍のアスピスへの退却とアフリカからの撤退

ローマがコルウス（ラテン語でカラスを意味する）と呼ばれる装置を考案し、より容易に敵船を捕らえてそこに乗り込めるようになったため、ローマ艦隊は大規模な海戦となったミュライ沖の海戦（紀元前260年）とスルキ沖の海戦（紀元前258年）で勝利を収めることができた。ローマはこれらの勝利によって自信を得たことに加え、シチリアの戦況が膠着状態となったことに対する苛立ちを募らせていたこともあり、戦略の重点を海域に移した。そして北アフリカのカルタゴの中核地帯に侵攻し、チュニスの近くに位置する首都のカルタゴを脅かす計画を立てた。また、当時のローマとカルタゴはともに制海権の確立を決意しており、海軍の維持と規模の増強に莫大な資金と人的資源を投入していた。
紀元前256年の初頭にこの年のローマの執政官であるマルクス・アティリウス・レグルスとルキウス・マンリウス・ウルソ・ロングスに率いられた330隻の軍艦と数の不明な輸送船からなるローマ艦隊がローマの外港であるオスティアから出港した。そしてシチリアに駐留していたローマ軍からおよそ26,000人の軍団兵を選抜して乗船させた。ローマ艦隊はその後アフリカに渡り、現在のチュニジアへ侵攻する計画を立てていた。カルタゴはローマの意図を察知し、ローマ艦隊を迎え撃つためにその時点で使用することが可能であった350隻に及ぶ全ての軍艦をハンノとハミルカルの指揮の下でシチリアの南岸沖に集結させた。その後に起こったエクノモス岬の戦いでは29万人の乗組員と海兵を乗せた合計でおよそ680隻に及ぶ軍艦が戦闘に参加した。カルタゴ艦隊は戦闘で先手を取り、自らの優れた操船技術が自軍を優位に導くだろうと期待を抱いていた。しかし、戦闘は長時間にわたった混戦の末にカルタゴ艦隊が敗北するという結果に終わった。沈没で失った軍艦はローマ側が24隻だったのに対しカルタゴ側は30隻に達し、さらに64隻のカルタゴの軍艦がローマ側に捕獲された。
この戦いの結果、レグルスに率いられたローマ軍がアフリカのアスピス（現在のケリビア）付近に上陸し、アスピスの町を占領した。ほとんどのローマの船はシチリアへ引き返したが、レグルスは15,000人の歩兵と500人の騎兵を率いてアフリカで戦いを続け、アディスに進軍してその町を包囲した。一方のカルタゴは将軍のハミルカルを5,000人の歩兵と500人の騎兵とともにシチリアから呼び戻した。そしてローマ軍とほぼ同じ規模を持ち、ハミルカル、ハスドルバル、およびボスタルの3人の将軍の下に集結した強力な騎兵隊と戦象を擁する部隊を敵軍に差し向けた。これに対しローマ軍は夜間に行軍し、夜明けに2方向からカルタゴの陣地に奇襲攻撃を仕掛けた。混乱した戦いが続いたが、最終的にカルタゴ軍が破れて敗走した。

## ローマ軍の敗北と撤退

### チュニスの戦い
ローマ軍はカルタゴ軍を追跡し、カルタゴから16キロメートルしか離れていないチュニスを占領した。そしてチュニスから奇襲を仕掛け、カルタゴの近隣地域に壊滅的な被害を与えた。絶望したカルタゴ人は和平を求めたが、レグルスが非常に厳しい条件を提示したためにカルタゴは戦いの続行を決意し、軍の訓練をスパルタ人傭兵の指揮官であったクサンティッポスに委ねた。そのクサンティッポスは紀元前255年の春に12,000人の歩兵、4,000人の騎兵、そして100頭の戦象からなる軍隊を率い、チュニスの戦いで歩兵を主体としたローマ軍と戦った。ローマ軍は戦象に対する効果的な打開策を見出せなかっただけでなく、数で劣っていた騎兵隊も戦場から追い払われてしまい、その後カルタゴ軍の騎兵隊によって自軍の大部分が包囲されたことで決定的な敗北を喫した。ローマ軍の兵士のうち大半は殺害され、レグルスを含む500人が捕虜となり、生き残った2,000人はクルペア湾の天然の港を見下ろす高台に位置する自然の要害であるアスピスに退却した。その一方でクサンティッポスは自分よりも能力で劣るカルタゴ軍の指揮官たちの妬みを恐れ、報酬を受け取るとギリシアへ帰って行った。

### ヘルマエウム岬の海戦

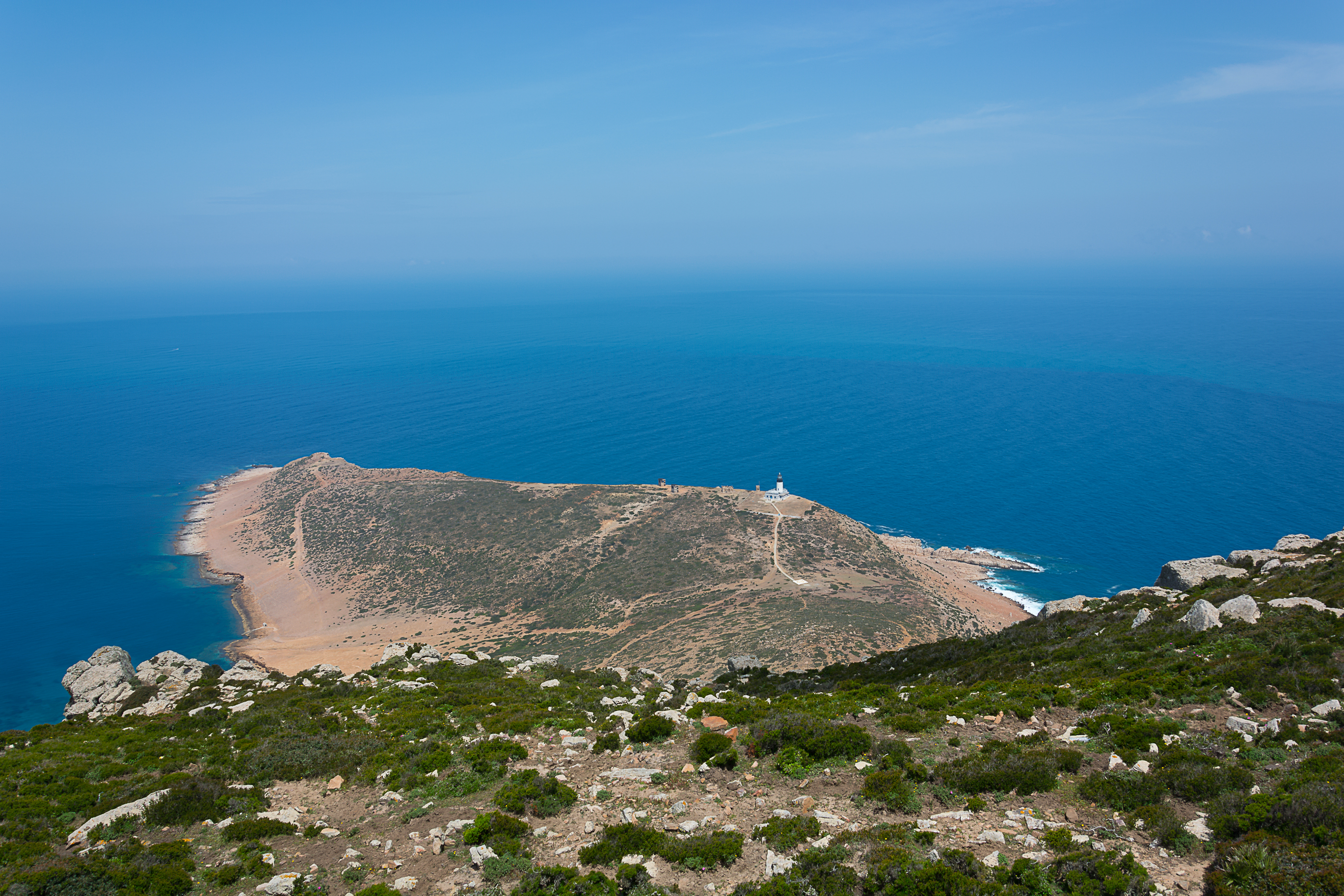
ヘルマエウム岬（現在のボン岬）

ローマは紀元前255年の後半にアスピスで包囲されていた生存者を避難させるため、350隻の五段櫂船と300隻を超える輸送船からなる艦隊を派遣した。この年の執政官であるセルウィウス・フルウィウス・パエティヌス・ノビリオルとマルクス・アエミリウス・パウッルスの両者もこの艦隊に同乗しており、艦隊は救援の途上でコッシュラ島を占領した。
カルタゴは200隻の五段櫂船を派遣してこの撤退作戦の妨害を試み、アスピスから少し北へ向かったところに位置するヘルマエウム岬（現在のボン岬）でローマ艦隊を迎え撃った。一方のローマ側も冬の間レグルスの部隊を支援するために残っていた40隻の船舶が戦闘に加わるためにアスピスから出航した。しかし、この時に起こった両軍の戦闘について詳しいことはよくわかっていない。当初カルタゴ艦隊はローマのより大規模な艦隊に包囲されることを懸念し、海岸近くを航行していた。しかし、敵の艦隊に上手く立ち回られたことで海岸沿いで釘付けにされ、そこでコルウスを伝って敵兵に乗り込まれたことで多くの船が捕獲されるか岸辺に打ち上げられた。戦闘はカルタゴ艦隊の敗北に終わり、114隻の船が乗組員とともに捕獲され、16隻が沈没した。ローマ艦隊は損害があったとしてもどの程度の規模だったのかは不明であり、ほとんどの現代の学者は損害はなかったと推測している。歴史家のマーク・デサンティスは、カルタゴ艦隊が敗北し、多数の船が捕獲された要因について、海兵として乗船していた兵士がローマ艦隊と比べて少なかった可能性を挙げている。

### カマリナ沖での嵐とローマ艦隊の沈没

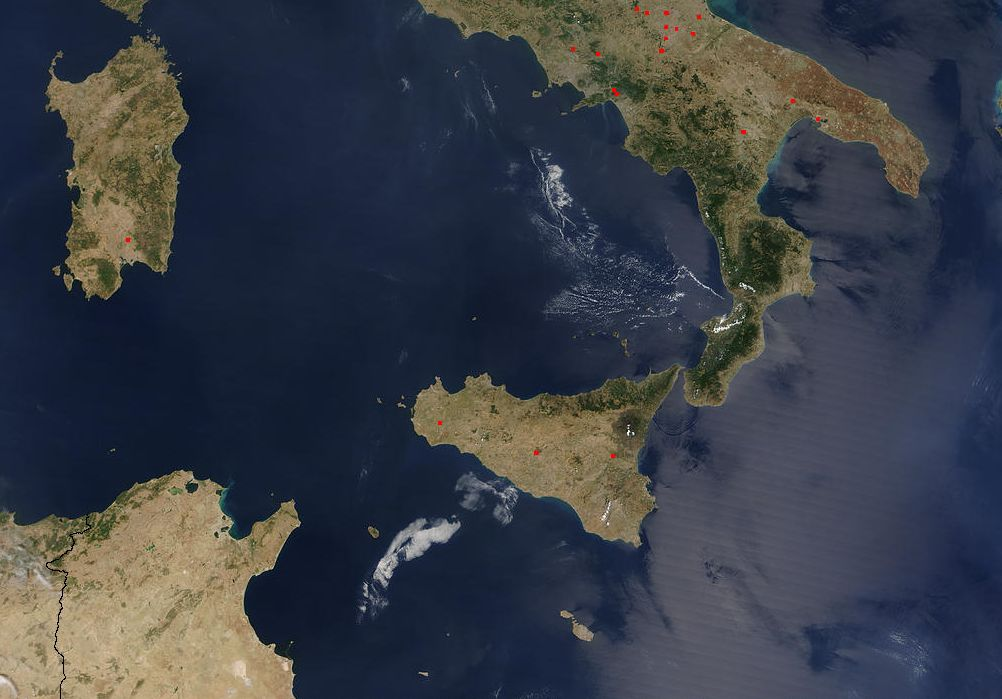
シチリア海峡とその周辺部の衛星写真。ローマ艦隊は写真中央のシチリア島の南岸に沿って移動していたが、南東端付近で嵐に巻き込まれ、大部分の船舶が沈没によって失われた。

ローマ艦隊はアスピスに到着すると艦隊に乗船していた海兵がアスピスの守備隊とともに都市を包囲していた敵軍を追い払い、さらに食糧を手に入れるために周辺地域を荒らし回った。その後、全ての人員が再び乗船し、イタリアに向けて出港した。艦隊はそのままシチリアに向かって航海し、シチリアの南西端が見えてくると南の海岸沿いに進んだ。しかし、7月中旬に友好都市のカマリナとシチリアの南東端であるパッサロ岬の間のどこかの地点で突然夏の嵐が吹き荒れ、ローマ艦隊は壊滅的な打撃を受けた。この嵐で464隻の軍艦のうち384隻が沈没し、さらに300隻に及ぶ輸送船も沈み、100,000人以上の兵士が失われた。デサンティスは100,000人という規模を控え目な数字だと考えているが、歴史家のハワード・ヘイズ・スカラードは、レグルスの軍の生き残りを含む25,000人の兵士に加え、恐らく直近の海戦で捕らえた多くの捕虜を含む70,000人に及ぶ乗組員と船の漕ぎ手が失われたと述べている。また、犠牲者の大半はローマ人以外のラテン人の同盟者であったと推測されている。この嵐の際にコルウスの存在が異常なまでにローマの船舶の航行を困難にさせていた可能性があり、この大惨事以降、コルウスが使用されたという記録はない。
ポリュビオスは嵐の直前に見せたローマ艦隊の稚拙な判断と操船技術を批判している。2人の執政官はともに生き延び、艦隊の大半を失ったにもかかわらず、ヘルマエウム岬での勝利の功績によって紀元前254年1月に凱旋式の栄誉が与えられた。スカラードはこのことについて、「海戦後の悲劇は拙い操船技術よりもむしろ自然現象に原因があったと見なされていた」ことを明確に示していると述べている。

## ローマ軍撤退後の経過
パウッルスはローマのカピトリヌスの丘に自費で記念柱を建て、勝利を祝った。また、伝統に従って捕獲したカルタゴの船の船首で柱を飾ったが、この記念柱は紀元前172年に落雷によって破壊された。
双方の陣営が決定的な優位を築けなかったこともあり、その後も戦争は続いた。ローマは新たに220隻の船舶を建造することで迅速に艦隊を再建し、紀元前254年にはパノルムス（現在のパレルモ）の占領に成功したものの、その翌年には再び嵐によって150隻の船を失った。それでもなおローマ軍はシチリアの大部分を徐々に占領していき、紀元前249年にはシチリアの西端に残されたカルタゴの最後の2つの拠点を包囲した。しかし、ドレパナ沖の海戦として知られるカルタゴ艦隊に対する奇襲攻撃は失敗に終わり、続いて起こったフィンティアス沖の海戦でも敗れて艦隊に残存していたほとんどの軍艦を失った。そしてこの一連の敗北によってローマ艦隊は海域からほぼ一掃された。ローマが再び本格的な規模の艦隊を編成しようとしたのは7年後のことである。一方のカルタゴは兵力を削減し、資金を節約するためにほとんどの船を予備に回した。
膠着状態が数年続いたのち、紀元前243年にローマが艦隊の再建に乗り出し、シチリアのカルタゴ軍の拠点を効果的に封鎖するに至った。これに対しカルタゴは艦隊を編成して救援を試みたものの、紀元前241年に起こったアエガテス諸島沖の海戦に敗れて艦隊が壊滅し、シチリアの駐留軍が孤立したことで和平交渉を余儀なくされた。この時ローマがカルタゴに提示した和平の条件は以前にレグルスが示した条件よりも寛大なものであり、交渉の結果、カルタゴがシチリアから撤退し、戦争中に捕らえたすべての捕虜をローマに引き渡し、10年間で3,200タレントの賠償金を支払うという条件で講和条約が成立した。しかし、どちらの国が地中海西部の覇権を握るのかという問題は未解決のまま残り、両者の争いは紀元前218年に当時ローマの保護下にあったイベリア半島東部の町であるサグントゥムをカルタゴが包囲し、第二次ポエニ戦争が勃発したことによって再開された。